# Вест-Манчестер Тауншип (округ Йорк, Пенсільванія)
Вест-Манчестер Тауншип (англ. West Manchester Township) — селище (англ. township) в США, в окрузі Йорк штату Пенсільванія. Населення — 19 206 осіб (2020).

## Демографія
Згідно з переписом 2010 року, у селищі мешкали 18 894 особи в 7958 домогосподарствах у складі 5246 родин. Було 8352 помешкання
Расовий склад населення:
| - 91,0 % — білих - 4,9 % — чорних або афроамериканців - 1,2 % — азіатів - 0,1 % — вихідців з тихоокеанських островів - 0,1 % — корінних американців |

До двох чи більше рас належало 1,9 %. Частка іспаномовних становила 3,0 % від усіх жителів.
За віковим діапазоном населення розподілялося таким чином: 20,3 % — особи молодші 18 років, 60,1 % — особи у віці 18—64 років, 19,6 % — особи у віці 65 років та старші. Медіана віку мешканця становила 44,7 року. На 100 осіб жіночої статі у селищі припадало 93,2 чоловіків;  на 100 жінок у віці від 18 років та старших — 89,9 чоловіків також старших 18 років.
Середній дохід на одне домашнє господарство  становив 66 101 долар США (медіана — 56 879), а середній дохід на одну сім'ю — 79 093 долари (медіана — 69 233). Медіана доходів становила 48 278 доларів для чоловіків та 40 000 доларів для жінок. За межею бідності перебувало 8,0 % осіб, у тому числі 14,8 % дітей у віці до 18 років та 5,3 % осіб у віці 65 років та старших.
Цивільне працевлаштоване населення становило 9198 осіб. Основні галузі зайнятості: освіта, охорона здоров'я та соціальна допомога — 25,0 %, виробництво — 20,4 %, роздрібна торгівля — 8,3 %, науковці, спеціалісти, менеджери — 7,9 %.